# Exacum sessile
Exacum sessile är en gentianaväxtart som beskrevs av Carl von Linné. Exacum sessile ingår i släktet Exacum och familjen gentianaväxter. Inga underarter finns listade i Catalogue of Life.